# トロイの木馬はユニコーンだった
「トロイの木馬はユニコーンだった」（英: Trojan Horse Was Unicorn）は、ポルトガル発のクリエイティブコミュニティー。通称THU（ティーエイチユー）。テクノロジー、アート、クリエイティビティに焦点を当て、デジタルエンタテインメントにおける業界の垣根を越えて、世界中のクリエイターがつながり合うネットワークエコシステムとして、2013年に設立された。クリエイターに「インスピレーション」と「前進する力」を与え、クリエイターがクリエイティブな世界の扉を開くことをミッションとしている。
年に一度、世界中のクリエイターが“体験”を求めて集まるメインイベントでは、一週間の期間中、昼夜を通して著名なアーティストによる講演やディスカッションがおこなわれる。心理的安全性が確保された場所で、様々なジャンルのクリエイティブに関わる人々が出会い、アイデアを交換し、酒を酌み交わして親交を深めるコミュニティとして他には類をみない。
またオンラインをプラットフォームとして、グローバルなリクルートイベント「THU Career Camp」、クリエイティブチャレンジ「Sony Talent League by THU」と「THU Golden Ticket」を毎年開催する。世界中にコミュニティを持つTHUの次なるミッションは、日本・加賀市でのイベント開催である。

## 概要
THUは年に一度のイベントをコアに、サテライトのオンラインイベントや世界の都市でローカルギャザリングを開催している。2020年、2021年のコロナ禍ではソニーグループ株式会社とタッグを組み、デジタルエンタテインメント業界における垣根を越えた“次世代の才能”を全世界規模で発掘するためコンペティション「Sony Talent League（ソニータレントリーグ） by THU」を開催。審査員には、PlayStationプロジェクトの初期メンバーで、現在はソニー・インタラクティブエンタテインメント インディーズ イニシアチブ代表の吉田修平や、エミー賞、アニー賞など多数の受賞実績を持つデジタルアニメーションスタジオ ポリゴン・ピクチュアズ代表取締役 塩田周三、金沢21世紀美術館でのヴォーカロイド初音ミクの人工心臓展示で知られるアーティスト/研究者の福原志保、『ひつじのショーン』監督のクリス・パーン、『スパイダーマン: スパイダーバース』を手掛けたピーター・ラムジーなどの著名クリエイターが名を連ねている。
また、2022年には、グローバルに働きたいクリエイターのためのオンライン採用イベント「THU Career Camp（キャリアキャンプ）」を開催。ルーカスフィルム、コジマプロダクション、ソニー・ピクチャーズ アニメーション、ポリゴン・ピクチュアズなど、デジタルエンターテイメントにおける国内外の有名企業が参加。

## 発足
ファウンダーのアンドレ・ルイスが当時経営していたポルトガルのCGスクールが抱える課題「在籍する学生には優秀な人材がいるのに、就職先がない」がTHU発足のきっかけとなった。優秀な人材を求める企業と学生のマッチングできる仕組みを作れないかと考えたルイスは、「ならばイベントを開いて企業を呼んでしまおう」と一念発起。自校の枠を超え同じ悩みを抱える学生と企業ために、2013年にTHUを発足させた。この試みは現在、約65カ国からクリエイターが参加するイベントへと拡大している。

## メインイベント
THUの活動のコアとなるのが、年に一度一週間かけてヨーロッパで開催されるメインイベント。メインイベントでは、リクルーティングセッションや講演、ワークショップやメンターシップなどが繰り広げられ、有名無名関係なく世代を超えたクリエイターが交流する。クリエイターのために考え抜かれた多様なテーマのプログラムが朝から開催され、夜には遅くまでアートバトルやゲームバトル、音楽セッションにカラオケ大会といったお楽しみイベントを実施するなど、一週間に渡る濃厚な体験がデザインされている。なお、このイベントは圧倒的なリピート率をはじき出している。
THUのファウンダーであるアンドレ・ルイスは、「THUでは誰も独りぼっちにはしない。このイベントの中心にあるのは”人間”なんだ。世界のどこから来ようと、有名無名関係なく、平等に互いを尊敬しあって声を聞きあう。これがTHUの魔法なんだ」と語る。また、THU Japanのプロデューサーを務めるポリゴン・ピクチュアズ代表取締役塩田周三は、「大小はあれどもクリエイターは日々不安と戦いながら創作活動をしています。THUのイベントでは、そういった不安を語り合ったり、批評されるのを恐れることなく作品見せあえるという稀有な場所。THUのコアにあるこの”安心感”は、クリエイターを萎縮させることなく才能を開花させ、可能性を飛躍させる要因となっています」と話している。

### 日本での開催
THUの大きな夢が日本での開催である。THU Japanプロデューサーの塩田周三が指揮をとり、2020年5月の日本開催に向け入念な準備が進められていたが、コロナの猛威により延期を余儀なくされた。現在（2022年1月）は、石川県加賀市と2022年のTHU Japan開催に向けて協議がすすんでいる。

## Sony Talent League by THU
コロナ禍に発足したグローバルコンペティション、通称STL。特徴として①若い世代のクリエイターの夢を応援する。応募は完成作品ではなくアイデア　②デジタルエンタテインメントの分野を横断するアイデアにフォーカス　③アカデミー賞受賞クリエイターをはじめ著名アーティスト、プロデューサーによる１０週間に渡るメンターシップ　がある。応募の中から３組のファイナリストが選出され、毎年３月末に１組のグランプリが発表される。

## 参考サイト
- クリエイター時代の到来！全世界のクリエイターが安心して過ごせる”THU”コミュニティとは?PRTIMES STORY2021年7月8日
- ルーカスフィルム、コジマプロダクション、ソニー・ピクチャーズ アニメーションが参加するグローバルオンライン採用イベント「THU Career Camp（キャリアキャンプ）」開催決定！PRTIMES2022年2月10日
- ソニーとTHUによるグローバルチャレンジ「Sony Talent League by THU」本年度のファイナリスト3組を発表！PRTIMES2022年1月8日
- THUとソニーが組んだWithコロナ時代のグローバルチャレンジ本日「Sony Talent League by THU」グランプリ発表！！第二回の開催も決定！PRTIMES2021年3月24日
- 「ひとりじゃない」安心感がクリエイティブを前に進める THU Gathering &『スパイダーバース』監督講演レポート NEWREEL.JP 2019年6月
- クリエイティヴの漂流者たちよ、「THU」という名の船に乗れ wired Japan 2018年12月
- CREATIVE BLOG（英語）　Sony Talent League by THU is empowering future artists today。メンターとメンティーへのインタビュー
- The Guardian（英語）：Pixel wizards: meet the unsung heroes bringing your favourite films to life.